# 1818 en science
| Années de la science : 1815 - 1816 - 1817 - 1818 - 1819 - 1820 - 1821    |
| Décennies de la science : 1780 - 1790 - 1800 - 1810 - 1820 - 1830 - 1840 |

Cet article présente les faits marquants de l'année 1818 en science.

## Événements
- 2 janvier : première réunion de l’Institution of Civil Engineers à Londres[1].
- 12 janvier : Karl Drais reçoit un privilège du Grand-duché de Bade pour sa draisienne, présentée l'année précédente à Mannheim, sous le nom de Laufmaschine[2].
- 17 février : Karl Drais fait breveter en France sa draisienne sous le nom de vélocipède[3].
- 6 avril : Heinrich Stölzel et Friedrich Blühmel déposent un brevet commun pour le premier instrument à piston, un cor en cuivre[4].

Première communication de l’expédition de Ross et Perry avec les autochtones de Prince Regent's Bay, probablement des Inuits. Dessin de John Sackheouse, 10 août 1818.

- 3 mai : départ des Shetland d’une expédition arctique sous le commandement de John Ross et de William Edward Parry à la recherche du passage du Nord-Ouest à bord de l’Isabella et de l’Alexander. Elle entre dans la baie de Baffin et progresse jusqu’à la baie de Melville (17 juillet) puis le détroit de Lancaster (30 août), où ne trouvant aucun débouché elle avance vers le sud, explorant la côte ouest de la baie de Baffin jusqu'au cap Eglinton[5] (10 septembre). Elle prend le chemin du retour le 1er octobre et est de retour à Grimsby en Angleterre le 14 novembre[6].
- 29 juillet : le physicien français Augustin Fresnel dépose à l'Académie des sciences son Mémoire sur la diffraction de la lumière[7]

- Découverte de l’eau oxygénée par le chimiste français Louis Thénard[8].
- Découverte de la strychnine par Pierre Joseph Pelletier et Joseph Caventou[9].

## Publications
- Juillet : Benjamin Silliman commence la publication de la revue scientifique American Journal of Science[10].
- Luke Howard : The Climate of London (1818-1820).

## Prix
- Médailles de la Royal Society
  - Médaille Copley : Robert Seppings
  - Médaille Rumford : David Brewster

## Naissances

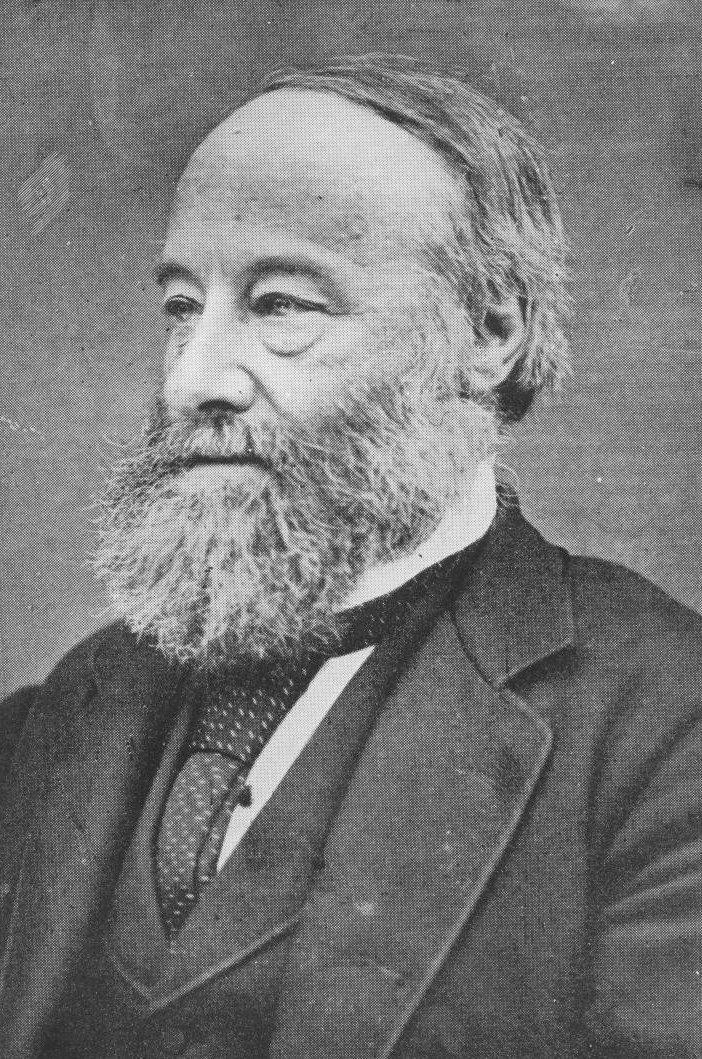
James Prescott Joule

- 14 janvier : Ole Jacob Broch (mort en 1889), mathématicien, physicien, économiste et politicien norvégien.

- 11 mars : Henri Sainte-Claire Deville (mort en 1881), chimiste français.

- 8 avril : August Wilhelm von Hofmann (mort en 1892), chimiste allemand.

- 31 mai : Jules Jamin (mort en 1886), physicien français.

- 11 juin : Alexander Bain (mort en 1903), philosophe et logicien écossais.
- 18 juin : Angelo Secchi (mort en 1878), astronome italien.

- - 1er juillet : Ignace Philippe Semmelweis (mort en 1865), médecin obstétricien austro-hongrois.
- 16 juillet : Jean-François-Albert du Pouget de Nadaillac (mort en 1904), administrateur, paléontologue et anthropologue français.

- 1er août : Maria Mitchell (morte en 1889), astronome américaine.

- 27 septembre : Adolph Wilhelm Hermann Kolbe (mort en 1884), chimiste allemand.

- 7 novembre : Emil du Bois-Reymond (mort en 1896), physiologiste allemand.
- 21 novembre : Lewis Henry Morgan (mort en 1881), anthropologue américain.

- 3 décembre : Max Joseph von Pettenkofer (mort en 1901), chimiste et hygiéniste bavarois.
- 16 décembre : Karl Müller (mort en 1899), bryologiste allemand.
- 17 décembre : John Lawrence Smith (mort en 1883), chimiste américain.
- 24 décembre : James Prescott Joule (mort en 1889), physicien et brasseur britannique.
- 28 décembre : Carl Remigius Fresenius (mort en 1897), chimiste allemand.

## Décès
- 7 février : Ennius Quirinus Visconti (né en 1751), archéologue d'origine italienne.
- 17 mai : Inō Tadataka (né en 1745), géomètre et cartographe japonais.
- Juillet : Joseph Arnold (né en 1782), naturaliste britannique.
- 24 octobre : Luigi Valentino Brugnatelli (né en 1761), médecin et chimiste italien.
- 8 décembre : Johan Gottlieb Gahn (né en 1745), chimiste suédois.